# Samaridae
I Samaridae sono una famiglia di pesci ossei marini appartenenti all'ordine Pleuronectiformes.

## Distribuzione e habitat
I Samaridae sono endemici delle regioni tropicali e subtropicali dell'Indo-Pacifico. Vivono prevalentemente in acque profonde, soprattutto sui fondali mobili del piano circalitorale.

## Descrizione
Come tutti i pesci piatti i Samaridae hanno corpo molto appiattito lateralmente e asimmetrico, con entrambi gli occhi su un lato del corpo detto lato oculare mentre l'altro lato è denominato lato cieco. In questa famiglia il lato oculare è il destro. La pinna dorsale spesso ha i raggi anteriori allungati e spesso liberi; l'origine di questa pinna è di fronte agli occhi. La linea laterale può essere ridotta o normalmente sviluppata. Le pinne ventrali sono entrambe sviluppate e sono simmetriche.
Sono pesci di piccole dimensioni che solo in poche specie raggiungono i 15 cm.

## Specie
- Genere Plagiopsetta
  - Plagiopsetta glossa
  - Plagiopsetta gracilis
  - Plagiopsetta stigmosa
- Genere Samaris
  - Samaris chesterfieldensis
  - Samaris costae
  - Samaris cristatus
  - Samaris macrolepis
  - Samaris spinea
- Genere Samariscus
  - Samariscus asanoi
  - Samariscus corallinus
  - Samariscus desoutterae
  - Samariscus filipectoralis
  - Samariscus huysmani
  - Samariscus inornatus
  - Samariscus japonicus
  - Samariscus latus
  - Samariscus leopardus
  - Samariscus longimanus
  - Samariscus luzonensis
  - Samariscus macrognathus
  - Samariscus maculatus
  - Samariscus multiradiatus
  - Samariscus neocaledonia
  - Samariscus nielseni
  - Samariscus sunieri
  - Samariscus triocellatus
  - Samariscus xenicus[2]